# John A. Long

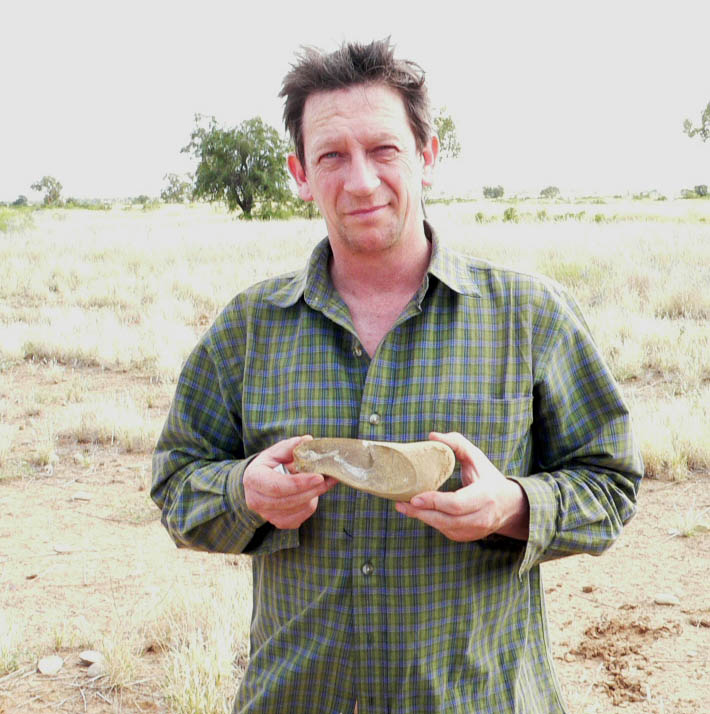
John A. Long mit einem Fisch-Fossil aus der Gogo-Formation (2005)

John Albert Long (* 1957) ist ein australischer Paläontologe und Professor für Paläontologie an der Flinders University in Adelaide, South Australia. Zuvor war er Vizepräsident für Forschung und Sammlungen am Natural History Museum of Los Angeles County. Er veröffentlichte mehrere populärwissenschaftliche Bücher. Sein Hauptforschungsgebiet sind die fossilen Fische der spätdevonischen Gogo-Formation im nördlichen Western Australia, die viele bedeutende Erkenntnisse über die Evolution der Fische geliefert hat, darunter die Fossilfunde Gogonasus und Materpiscis. Letzteres Fossil spielte eine bedeutende Rolle für das Verständnis der Ursprünge der Wirbeltierfortpflanzung.

## Leben
Long begann im Alter von 7 Jahren mit dem Sammeln von Fossilien. 1984 wurde er mit der Dissertation Phylogenetic and biostratigraphic implications of some middle palaezoic fishes from Victoria über die Evolution der Fische im Paläozoikum zum Ph.D. an der Monash University promoviert. Als Postdoktorand arbeitete er von 1984 bis 1985 an der Australian National University, von 1986 bis 1987 an der University of Western Australia und von 1988 bis 1989 an der University of Tasmania. Von 1989 bis 2004 war er Kurator am Western Australian Museum und anschließend bis 2009 Leiter der Wissenschaftsabteilung an den Museums Victoria.
Im Rahmen seiner paläontologischen Forschungen sammelte und untersuchte Long paläozoische Fische in Australien, in der Antarktis, im Iran, in Südafrika, in Vietnam, in Thailand und in China. Seine frühen Studien führten zur Verfeinerung eines neuen biostratigraphischen Schemas für die Datierung paläozoischer Schichten in Victoria, Australien.
Die meisten seiner späteren Forschungen konzentrierten sich auf das Sammeln und Beschreiben der gut erhaltenen dreidimensionalen devonischen Fische aus der Gogo-Formation in Western Australia. Zu den bedeutendsten Entdeckungen seiner Expeditionen zu den Gogo-Fossilienfundstellen zwischen 1986 und 2008 gehörten der erste vollständige Schädel von Gogonasus aus der Ordnung Osteolepiformes, und ein neues Exemplar, das aufzeigt, dass Gogonasus große Luftröhren hatte, die sich an der Oberseite seines Kopfes öffneten. Zu den weiteren Entdeckungen gehören mehrere neue Arten von Lungenfischen (Dipnoi) und Arthrodira sowie der Nachweis der ersten devonischen Fische, die Embryonen in sich tragen. Diese spätere Entdeckung, die im Mai 2008 in der Zeitschrift Nature veröffentlicht wurde, war das erste Mal, dass die Fortpflanzung durch innere Befruchtung in der ausgestorbenen Klasse der Placodermi nachgewiesen wurde, und der älteste bisher entdeckte Beleg für Viviparie bei Wirbeltieren. Eines der Exemplare mit dem Namen Materpiscis war auch das einzige bekannte Fossil, das eine mineralisierte Nabelstruktur aufwies, die mit dem ungeborenen Embryo verbunden war.
Eine von Longs Entdeckungen, der Panzerfisch Mcnamaraspis, wurde im Dezember 1995 vom Gouverneur des Bundesstaates Western Australia zum ersten Staatsfossil Australiens erklärt.
Zusätzlich zu seiner Arbeit als Paläontologe hat John Long in Australien als bedeutender Wissenschaftskommunikator Bekanntheit erlangt, hauptsächlich durch seine vielen populärwissenschaftlichen Bücher, die für Erwachsene und Kinder geschrieben sind und sowohl Fiktion als auch Sachbücher enthalten. Sein Buch The Rise of Fishes: 500 Million Years of Evolution ist ein Standardwerk zur Fischevolution.
Longs Tätigkeit auf dem Gebiet des internationalen Fossilienhandels, welche die Schwierigkeiten in diesem Bereich sowie die Unkenntnis der bestehenden Gesetzgebung aufzeigte, wurde in Form einer zweiteiligen Fernsehdokumentation mit dem Titel The Dinosaur Dealers sowie als gleichnamiges Buch veröffentlicht. 
Er ist seit den späten 1990er Jahren in Australien aktiv und beschäftigt sich mit Themen wie die Restitution von Fossilien, Gesetzgebung und Kulturerbe. Seine Bücher für Kinder umfassen die Romane Mystery of Devils Roost und Journey to the Dawn of Time, sowie Sachbücher, die sich hauptsächlich mit Dinosauriern und Vorgeschichte, aber auch mit Umwelt und Klimawandel und der Entwicklung menschlicher Zivilisationen beschäftigen.
John Long war der erste Australier, der zum Präsidenten der Society of Vertebrate Paleontology (SVP) gewählt wurde, ein Amt, das er von 2014 bis 2016 innehatte. Als Mitglied des Exekutivausschusses der SVP war er zwischen 2012 und 2018 an einem Rechtsstreit gegen den damaligen US-Präsidenten Donald Trump beteiligt, der die Fläche von National Monuments wie Grand Staircase-Escalante in Utah mit bedeutenden paläontologischen Ressourcen verkleinert hatte. Von 2016 bis 2019 war er Präsident der Royal Society of South Australia. John Long hat sich auch aktiv für den Schutz des australischen fossilen Erbes eingesetzt. Darunter hat er sich an der Kampagne zur Aktualisierung des Denkmalschutzstatus der Fossilienfundstätte Beaumaris in Melbourne beteiligt, um sie vor künftiger Erschließung zu schützen.

## Dedikationsnamen und Auszeichnungen
1990 wurde die fossile Lungenfischart Pillararhynchus longi aus der Gogo-Formation zu Ehren von John A. Long benannt.
Long hat im Laufe seiner Karriere zahlreiche Auszeichnungen erhalten, darunter im Jahr 2001 den Eureka Prize zur Förderung der Wissenschaft. 2003 wurde die Riversleigh Society Medal an ihn verliehen, für seine Verdienste für die Förderung des Verständnisses der australischen Vorgeschichte. 2008 wurde Long mit dem Australasian Science Prize ausgezeichnet, welcher jedes Jahr von der Zeitschrift Australasian Science für hervorragende Forschungsarbeiten in allen Disziplinen der Wissenschaft und Medizin vergeben wird. Diesen Preis erhielt er für seine Entdeckung der ältesten Wirbeltierembryonen der Welt.
2006 erhielt Long den Australian Publishers Association Prize für The Big Picture Book – Life on Earth Unfolding Through Time, dem besten Nachschlagewerk für die Primarstufe. Sein Buch erhielt im selben Jahr den Environmental Award for Children’s Literature in der Kategorie Sachbuch und wurde in die engere Wahl für das beste Informationsbuch und das beste Kinderbuch bei den Western Australian Premier’s Book Awards aufgenommen. Im Jahr 2007 war sein Werk Swimming in Stone – The Amazing Gogo Fossils of the Kimberley in der engen Auswahl für den Science Writing Prize der Victorian Premier’s Literary Awards.
2011 wurde Long gemeinsam mit seinen Kollegen Kate Trinajstic, Gavin Young und Tim Senden in die engere Wahl für den Eureka Prize for Scientific Research aufgenommen und erhielt selben Jahr die Forschungsmedaille der Royal Society of Victoria in der Kategorie Geowissenschaften. Im Jahr 2014 wurde ihm die Verco-Medaille für Forschung der Royal Society of South Australia verliehen. 2016 war er Teil des Teams TEPO (Trace Elements in Past Oceans) von Professor Ross Large, das den Eureka Prize for Excellence in Interdisciplinary Scientific Research gewann. Schließlich wurde er 2019 beim Adelaide Film Festival mit dem Jim Bettison and Helen James Award ausgezeichnet.

## Schriften
- Dinosaurs of Australia, and other animals of the Mesozoic Era. Reed Books, Sydney 1991, ISBN 0-7301-0333-1.
- mit Ken McNamara: Sea Monsters - Bizarre and unusual creatures from seas of the prehistoric past and present. Western Australian Museum, Perth 1992.
- Palaeozoic Vertebrate Biostratigraphy and Biogeography. Johns Hopkins University Press, Baltimore 1994, ISBN 0-8018-4779-6.
- The Rise of Fishes: 500 Million Years of Evolution. Johns Hopkins University Press, Baltimore 1995, ISBN 0-86840-078-5. (2. Auflage: 2010, ISBN 978-0-8018-9695-8)
- Mystery of Devil’s Roost. Fremantle Arts Centre Press, Fremantle, Western Australia 1997.
- mit Ken McNamara: The Evolution Revolution. Wiley and Sons, London and New York 1998, ISBN 0-471-97406-4.
- The Dinosaurs of Australia and New Zealand, and other animals of the Mesozoic Era. Harvard University Press, Massachusetts 1998, ISBN 0-86840-448-9.
- mit Alexander Baynes: Papers in Vertebrate Palaeontology. In: Papers in Vertebrate Palaeontology. Supplement 57. Records of the Western Australian Museum, Perth 1999, ISBN 0-7307-1251-6.
- Mountains of Madness – A Scientist’s Odyssey through Antarctica. Joseph Henry Press, 2000, ISBN 0-309-07077-5.
- mit Christopher A. Brochu, Colin McHenry, John D. Scanlon, Paul Willis: Dinosaurs. The Time-Life Guides. Time-Life Books, 2000, ISBN 0-7370-0081-3.
- The Dinosaur Dealers. Allen & Unwin, Sydney 2002, ISBN 1-86508-829-3.
- mit Michael Archer, Tim Flannery & Suzanne J. Hand: Prehistoric Mammals of Australia and New Guinea: One Hundred Million Years of Evolution. Johns Hopkins University Press, Baltimore 2002, ISBN 0-86840-435-7.
- The Journey to the Dawn of Time. Fremantle Arts Centre Press, Fremantle 2003, ISBN 1-86368-357-7.
- Gogo Fish! The story of the Western Australian State fossil emblem. The Western Australian Museum, Perth 2004, ISBN 1-920843-08-6.
- Its True! Dinosaurs Never Died! Allen & Unwin, Sydney 2004, ISBN 978-1-74114-274-7.
- mit Brian Choo: The Big Picture Book. Allen & Unwin, Sydney 2005, ISBN 978-1-74114-328-7.
- Swimming in Stone – The Amazing Gogo Fossils of the Kimberley. Fremantle Arts Centre Press, Fremantle 2006, ISBN 1-921064-33-1.
- mit Ken McNamara: The Evolution Revolution-Design without intelligence. Melbourne University Publishing, Melbourne 2007, ISBN 0-522-85338-2.
- mit Christopher A. Brochu, Colin McHenry, John D. Scanlon, Paul Willis: Dinosaurs. Revised and Updated. The best-selling guide to understanding dinosaurs. Hrsg.: Michael K. Brett-Surmann. Fog City Press, San Francisco 2007, ISBN 978-1-74089-584-2.
- The Big Picture Book of Environments. Allen & Unwin, Sydney 2008, ISBN 978-1-74114-328-7.
- mit Peter Schouten (Illustrator): Feathered Dinosaurs – The Origin of Birds. CSIRO Publishing, Melbourne 2008, ISBN 978-0-643-09434-5.
- The Big Picture Book of Human Civilization. Allen & Unwin, Sydney 2009, ISBN 978-1-74175-700-2.
- The Short, Tragic Life of Leo the Marsupial Lion. Western Australian Museum, Perth 2009, ISBN 978-1-920843-94-6.
- Hung Like an Argentine Duck – The Prehistoric Origins of Sexual Intimacy. HarperCollins, Australia 2011, ISBN 978-0-7322-9273-7.
- mit Jeffrey D. Stilwell: Frozen in Time – Prehistoric Life in Antarctica. CSIRO Publishing, Melbourne 2011, ISBN 978-0-643-09635-6.
- Dawn of the Deed – The Prehistoric Origins of Sex. University of Chicago Press, Illinois 2012, ISBN 978-0-226-49254-4.
- mit Jodell Sadler: Dinosharks! Scholastic Incorporated, 2019, ISBN 978-1-338-54101-4.
- mit Trevor H. Worthy, Michael Archer, Suzanne J. Hand, Peter Schouten (Illustrator): Prehistoric Australia: Visions of Evolution and Extinction. CSIRO Publishing, Melbourne 2023, ISBN 978-0-643-10805-9.